# Chordopoxvirinae
Los Chordopoxvirinae son una subfamilia de virus perteneciente a la familia Poxviridae. Sus huéspedes en la naturaleza son los animales, donde se incluyen los humanos. Se incluyen cuarenta especies repartidas entre once géneros. Las especies de esta subfamilia causan enfermedades como la viruela o el molusco contagioso.

## Virología
Los viriones presentan envoltura vírica y tienen forma ovoide o de bloque. Existen dos formas infecciosas: el virus intracelular maduro y el virus extracelular envuelto.

## Ciclo replicativo
La replicación ocurre en el citoplasma. Para ello, el virión se adhiere a los glucosaminoglucanos de la célula huésped y accede a su interior mediante endocitosis. La fusión de la envoltura del virus con la de la vesícula endocítica produce la liberación del nucleoide al citoplasma. La ARN polimerasa viral transcribe ciertos genes virales al poco tiempo de comenzar la infección. Posteriormente, comienza la replicación del ADN viral. En la última fase, se expresan los genes relacionados con la síntesis de las proteínas estructurales del virus. Los viriones ensamblados son formas intracelulares maduras que pueden liberarse al exterior con la lisis celular o pueden adquirir una segunda membrana procedente de las membranas del huésped, generalmente de la zona trans-Golgi del aparato de Golgi.